# قائمة أناجيل العهد القديم المنحولة
الأناجيل المنحولة هي أعمال منسوبة بشكل خاطئ، أو نصوص لا يكون مؤلفها المزعوم هو المؤلف الحقيقي، أو عمل ينسبه مؤلفه الحقيقي إلى شخصية من الماضي. ربما تكون بعض هذه الأعمال قد نشأت بين اليهود الهيلينيين، والبعض الآخر قد يكون لها تأليف مسيحي في الشخصية والأصل.

## أعمال نهاية العالم وما يتصل بها
- 1 أخنوخ (رؤيا نهاية العالم الإثيوبية) (يهودي، حوالي 200 ق.م.–50 ق.م.)
- 2 أخنوخ (نهاية العالم السلافية) (يهودي، ج. 30 ق.م – 70 م)
- 3 أخنوخ (رؤيا عبرية) (يهودية، بصيغتها الحالية من حوالي 108 م - 135 م)
- نبؤات سيبيل (اليهودية والمسيحية على حد سواء، ج. القرن الثاني. قبل الميلاد – القرن السابع. م)
- رسالة سام (حوالي نهاية القرن الأول قبل الميلاد)
- سفر حزقيال المنحول (مفقود في الغالب، الشكل الأصلي في أواخر القرن الأول قبل الميلاد)
- نهاية العالم لصفنيا (معظمها مفقود، الشكل الأصلي ج. أواخر القرن الأول قبل الميلاد)
- 4 عزرا (الصيغة اليهودية الأصلية بعد 70 م، الإضافات المسيحية النهائية في وقت لاحق)
- نهاية العالم اليونانية لعزرا (الشكل الحالي هو المسيحي ج. القرن التاسع. م مع كل من المصادر اليهودية والمسيحية)
- رؤيا عزرا (وثيقة مسيحية يرجع تاريخها إلى القرن الرابع إلى القرن السابع الميلادي)
- أسئلة عزرا (مسيحية، لكن التاريخ غير دقيق)
- رؤيا عزرا (مسيحي وفي وقت ما قبل القرن التاسع الميلادي)
- نهاية العالم لسدراخ (الشكل الحالي مسيحي من القرن الخامس الميلادي. مع مصادر سابقة)
- 2 باروخ (نهاية العالم السريانية) (يهودي، من حوالي 100 م)
- 3 باروخ (رؤيا يونانية) (مسيحي يستخدم المصادر اليهودية، القرن الأول والثاني الميلادي)
- نهاية العالم لإبراهيم (اليهودية في المقام الأول، ج. 70-150 م)
- نهاية العالم لآدم (غنوصية مستمدة من مصادر يهودية تعود إلى القرن الأول الميلادي)
- رؤيا إيليا (اليهودية والمسيحية، حوالي 150–275 م)
- نهاية العالم لدانيال (الشكل الحالي في القرن التاسع الميلادي، ولكنها تحتوي على مصادر يهودية من القرن الرابع الميلادي تقريبًا).

## الوصايا
- شهادات الآباء الاثني عشر (الشكل الحالي مسيحي، حوالي 150-200 م، لكن لاوي ويهوذا ونفتالي يهود ويعود تاريخهم إلى ما قبل 70 م وربما القرن الثاني إلى الأول قبل الميلاد)
- شهادة أيوب (يهودية، أواخر القرن الأول قبل الميلاد)
- وصايا البطاركة الثلاثة (الوصايا اليهودية لإبراهيم وإسحاق ويعقوب من حوالي عام 100 م والتي ترتبط بالعهد المسيحي لإسحاق ويعقوب)
- شهادة موسى (يهودية، من أوائل القرن الأول الميلادي)
- شهادة سليمان (يهودية، الشكل الحالي ج. القرن الثالث الميلادي، ولكن الشكل الأقدم ج. 100 م)
- شهادة آدم (مسيحية في شكلها الحالي ج. أواخر القرن الثالث الميلادي، ولكنها استخدمت مصادر يهودية تعود لسنة 150-200 م).

## العهد القديم والأساطير الأخرى
- رسالة أرسطياس (يهودية، حوالي 200–150 قبل الميلاد)
- كتاب اليوبيلات (يهودية، حوالي 150–100 قبل الميلاد)
- استشهاد وصعود إشعياء (يتكون من ثلاثة أقسام، الأول يهودي من عام 100 قبل الميلاد، والقسمان الثاني والثالث مسيحيان. الثاني من القرن الثاني الميلادي، والثالث - عهد حزقيا، حوالي 90-100).
- يوسف وأسينات [الإنجليزية] (يهوديان، حوالي 100 م)
- حياة آدم وحواء (يهودية، من أوائل إلى منتصف القرن الأول الميلادي. م)
- فيلو الزائف (يهودي، ج. 66–135 م)
- حياة الأنبياء (يهودية، حوالي أوائل القرن الأول الميلادي مع إضافات مسيحية لاحقة)
- سلم يعقوب (أقدم شكل يهودي يعود تاريخه إلى أواخر القرن الأول الميلادي. فصل واحد مسيحي)
- 4 باروخ (أصل يهودي ولكن تم تحريره بواسطة مسيحي، حوالي 100-110 م)
- يانيس وجامبريس (مسيحي في شكله الحالي، ولكنه يعتمد على مصادر يهودية سابقة من القرن الأول ق.م.)
- تاريخ الركابيين (مسيحي في شكله الحالي يعود تاريخه إلى القرن السادس الميلادي، ولكنه يحتوي على بعض المصادر اليهودية قبل عام 100 م)
- الداد ومودات (تم تزويرهما على أساس الأعداد 11.26-29، قبل الأول الميلادي، مفقودان الآن، ولكن مقتبسان في راعي هرماس ج. 140 م)
- تاريخ يوسف (يهودي، لكن من الصعب تحديد تاريخه)
- قصة ملكي صادق [الإنجليزية] (يهودية، القرنين الأول والثالث الميلادي)

## الحكمة والأدب الفلسفي
- أخيقار (يهودية يعود تاريخها إلى أواخر القرن السابع أو السادس قبل الميلاد، وقد ورد ذكرها في كتاب طوبيا المنحول)
- المكابيين 3 (يهودية، ج. القرن الأول قبل الميلاد)
- المكابيين 4 (يهودية، حوالي قبل 70 م)
- Pseudo-Phocylides (مقولات يهودية منسوبة إلى القرن السادس إلى شاعر أيوني، حوالي 50 ق.م.-100 م)
- جمل ميناندرالسريانية (يهودية، ج. القرن الثالث. م).

## الصلوات والمزامير والأغاني
- المزيد من مزامير داود (مزامير يهودية من القرن الثالث ق.م. إلى 100 م)
- صلاة منسى (أحيانًا بالأبوكريفا، يهودية منذ أوائل القرن الأول الميلادي)
- مزامير سليمان (يهودية، ج. 50-5 قبل الميلاد)
- الصلوات الكنسية الهلنستية (يهودية، حوالي القرن الثاني إلى الثالث الميلادي)
- صلاة يوسف (يهودية، ج. 70–135)
- صلاة يعقوب (معظمها وثيقة يهودية مفقودة من القرن الرابع الميلادي)
- مزامير سليمان (مسيحية ولكنها متأثرة باليهودية وربما أيضًا قمران، ج. 100 م)